# Illacme plenipes
Illacme plenipes是一種發現於美國加利福尼亞州中部的馬陸。
目前已知這種馬陸最多至少能有750條腿，這比其他馬陸都還多。這種馬陸最初見於1926年，但直到2005年才被再度发现。

## 腿
Illacme plenipes這種馬陸曾有個體被紀錄有750條腿，因此曾經是世界上最多條腿的生物。平均而言，這種馬陸的個體平均有超過600條腿，此為馬陸各物種平均的兩倍。儘管這種馬陸的腿比地球上其他的動物都還多，牠們事實上是相當小型的動物，相對其他種的馬陸，其體型也是較小的。這種馬陸的雌性個體體長僅梢微超過一英吋；其雄性個體體型較小一些，且有著較少的腿。

## 歷史
该物种最早于1926年被一个政府科学家发现于加利福尼亚圣贝尼托县。然而，直到近八十年后的2005年，该物种才被东卡罗来纳大学的学生保罗·马雷克博士再次发现，当时他正在圣贝尼托县进行千足虫系统学和进化的研究.马雷克在《自然》杂志发表了他的发现成果.

## 腳註與參照
1. ↑  Paul Marek, William Shear, Jason Bond. . ZooKeys. 2012-11-14, 241: 77–112  [2018-04-02]. ISSN 1313-2970. doi:10.3897/zookeys.241.3831. （原始内容存档于2020-02-12） （英语）.
2. ↑  O. F. Cook & H. F. Loomis. . Proceedings of the United States National Museum. 1928, 72 (18): 1–26, f. 1–6, pls. 1–2.
3. ↑  . East Carolina University. June 15, 2006  [August 27, 2010]. （原始内容存档于2017-01-04）.
4. ↑  Paul E. Marek and Jason E. Bond. . Nature. 2006, 441 (7094): 707. PMID 16760967. doi:10.1038/441707a.

## 外部連結
- Alicia Chang. . Discovery Channel. August 8, 2006  [2013年5月10日]. （原始内容存档于2008年2月7日）.
- BBC article on Illacme plenipes with film（页面存档备份，存于）